# Костромиха
Костромиха — село в Гаврилово-Посадском районе Ивановской области России, входит в состав Петровского городского поселения.

## География
Село примыкает с северо-запада к центру поселения посёлку Петровский, в 18 км на северо-восток от райцентра города Гаврилов Посад.

## История
В конце XIX — начале XX века деревня входила в состав Петрово-Городищевской волости Суздальского уезда Владимирской губернии, с 1918 года в составе Тейковского уезда Иваново-Вознесенской губернии. В 1859 году в деревне числилось 15 дворов, в 1905 году — 20 дворов.
С 1929 года село входило в состав Петрово-Городищенского сельсовета Гаврилово-Посадского района, с 2005 года — в составе Петровского городского поселения.

## Население
| 1859 | 1905 | 2010 | 2013 |
| ---- | ---- | ---- | ---- |
| 140  | ↘120 | ↗177 | ↗206 |